# هنري روبرت فاولر
هنري روبرت فاولر (بالإنجليزية: Henry Robert Fuller)‏ هو شخصية أعمال وبحار ومسير أعمال وسياسي بريطاني وأسترالي (وحمل سابقاً جنسية المملكة المتحدة لبريطانيا العظمى وأيرلندا)، ولد في 22 يناير 1825 في المملكة المتحدة، وتوفي في 27 أغسطس 1905. حزبياً، نشط في National Defence League (Australia) ‏.

## مناصب
- انتخب Lord Mayor of Adelaide ‏ وقد انضم خلال فترته النيابية (1882 – 1883)  للكتلة البرلمانية مستقل.
- انتخب Lord Mayor of Adelaide ‏ وقد انضم خلال فترته النيابية (1866 – 1869)  للكتلة البرلمانية مستقل.
- انتخب عضو مجلس جنوب أستراليا التشريعي عن دائرة Central District No. 1 (South Australian Legislative Council) [الإنجليزية]‏ وقد انضم خلال فترته النيابية (12 مايو 1894 – )  للكتلة البرلمانية National Defence League (Australia) [الإنجليزية]‏.
- انتخب عضو مجلس النواب جنوب أستراليا من الجمعية عن دائرة Electoral district of West Adelaide [الإنجليزية]‏ وقد انضم خلال فترته النيابية (9 مارس 1865 – 27 مارس 1870)  للكتلة البرلمانية مستقل.